# 鯰
鯰、鯰魚、鯰仔、溪鯰、江鯰、黑龍江鯰，是鯰科鯰屬的一種魚類。。中国的鮎魚有花鯰和大口鯰（南方鯰）。

## 身體特徵
鯰魚最大可以長到130公分，但一般多是以30-50之間的長度較為常見。花鯰因為身上佈滿著花紋，因此被稱為花鯰；跟其他鯰形目魚類一樣沒有鱗片，具黏膜，有2對用來感應的觸鬚，尾小呈截形，與腹鰭相連，背鰭細小。體色多變，從茶褐色到黑色均有。

## 生活習性
鯰魚棲息的環境多變，從水流平緩的沼澤、池塘、埤塘、湖泊、溝渠、水庫到湍急的溪流、江河，都有花鯰棲息。花鯰生性活躍，善於跳躍，多半在夜間活動，以魚類、蝦類、昆蟲等活體為食，常守候在石縫或水草中，等獵物靠近後再发起突袭。

## 分佈
鮎魚分布于從中國东北到越南紅河流域的广大地区及日本、台灣。

## 外部連結
- （俄文）Позвоночные животные России: амурский сом(amur catfish/黑龍江鯰) （页面存档备份，存于）
- （英文）FishBase－Amur catfish （页面存档备份，存于）
- （英文）Silurus asotus • Siluridae • Cat-eLog • PlanetCatfish （页面存档备份，存于）